# Nice unbalance
『nice unbalance』（ナイス・アンバランス）は馬渡松子の2作目のアルバム。アルバムのなかでは、自身最大のヒット。

## さよならbyebye
「さよならbyebye」は、フジテレビ系『幽☆遊☆白書』の2代目エンディングテーマ、劇場版『幽☆遊☆白書』のエンディングテーマ。後に同作品の桑原静流（くわばら しずる）、小兎（こと）、軀（むくろ、96話のみ）役をつとめた折笠愛によりカバーされた。『幽☆遊☆白書 -collective rare trax-』に収録。

## 収録曲
1. ナイスアンバランス
2. 知らん顔
3. さよならbyebye
4. 曖昧な季節
5. P-U（プータローMIX）
6. Forgive me, my kah-chan!
7. GLASSICA
8. 嘘がきらいな時
9. わるい虫
10. 微笑みの爆弾
11. らしくもないね

作詞：リーシャウロン　作曲・編曲：馬渡松子